# Laima-Uhr

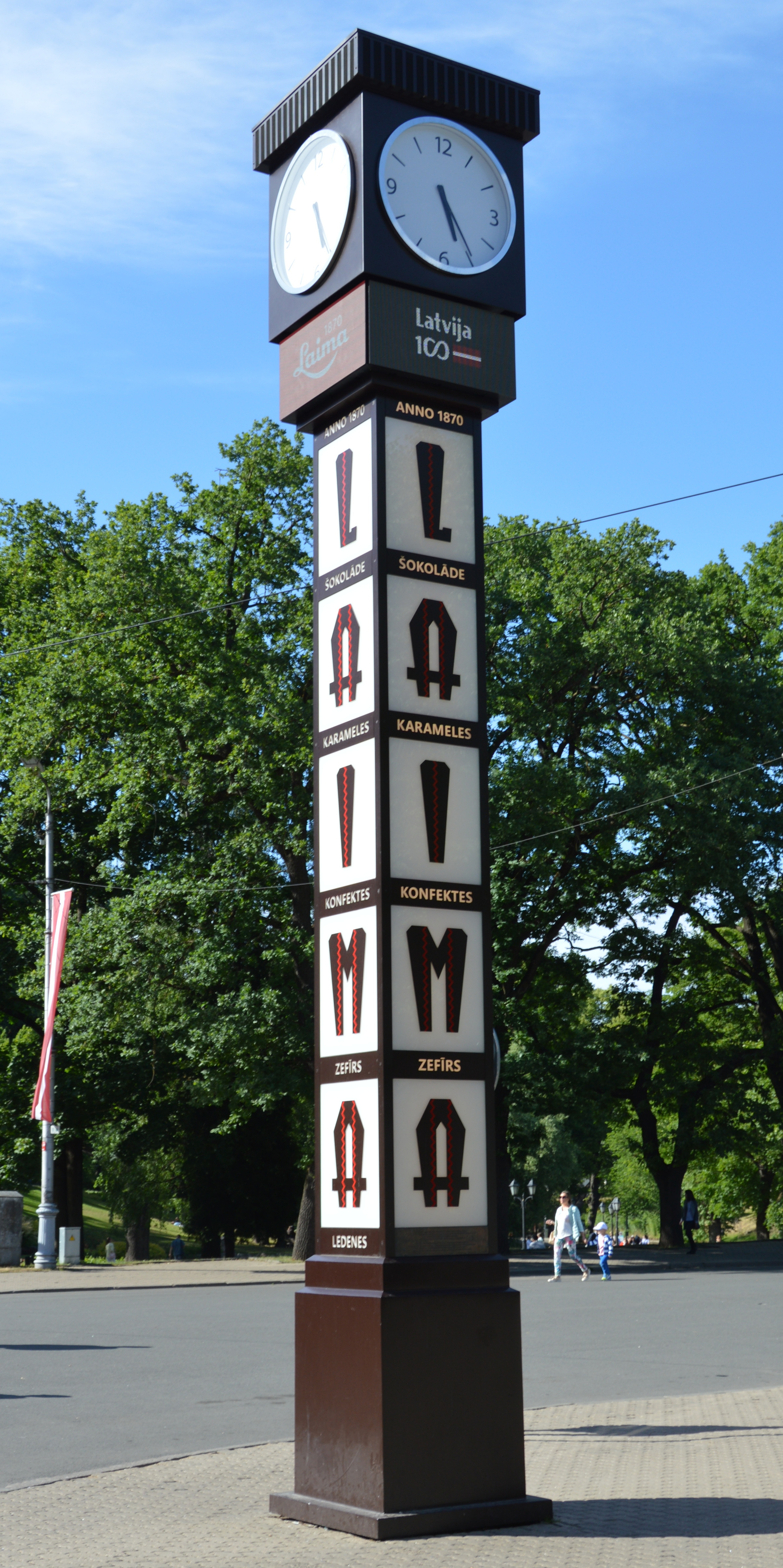
Laima-Uhr, 2018

Die Laima-Uhr (lettisch Laimas pulkstenis) ist eine Uhr in der lettischen Hauptstadt Riga.
Sie befindet sich am östlichen Rand der Rigaer Altstadt südwestlich des Freiheitsdenkmals am Freiheitsboulevard (lettisch Brīvības bulvaris) an der Ecke zum Aspasia-Boulevard (Aspazijas bulvāris). 
Die Uhr entstand im Jahr 1924 als etwa acht Meter hohe Säule. In den 1930er Jahren wurde sie mit Werbung des lettischen Süßwarenherstellers Laima versehen. Die Uhr sollte dazu dienen, dass Arbeiter pünktlich zu ihrer Schicht kamen. Heute ist die Uhr ein beliebter Treffpunkt.